# Josiah Royce
Josiah Royce (/dʒəʊˈsaɪə/ /rɔɪs/), ameriški filozof, * 20. november 1855, Grass Valley, Kalifornija, ZDA, † 14. september 1916, Cambridge, Massachusetts, ZDA. 
Velja za utemeljitelja ameriške šole absolutnega idealizma.
Med njegova pomembnejša dela sodijo: Religiozni vidiki filozofije (The Religious Aspect of Philosophy), Svet in posameznik (The World and the Individual), Filozofija lojalnosti (The Philosophy of Loyalty) ter Problemi krščanstva (The Problem of Christianity). Svojo kariero je začel kot zgodovinopisec, nato je postal filozof, ukvarjal se je z religijo, lojalnostjo in metafiziko. Deloval pa je tudi na področjih psihologije in logike. 
Royce je eden izmed najuglednejših ameriških filozofov novega veka. Pomembno je vplival na svoje naslednike, njegova razmišljanja pa so ponudila številne alternative že uveljavljenim teorijam in razmislekom.

## Življenje
Josiah Royce se je rodil v mestu Grass Valley v Kaliforniji 10. novembra 1855. Njegova starša sta bila Josiah in Sarah Eleanor Bayliss Royce. Sprva ga je učila mati, ki mu je približala glasbo, religijo in literaturo. Leta 1866 se je družina preselila v San Francisco, kjer je začel svoje šolanje. Leta 1875 je diplomiral na Univerzi Berkeley. Nato je za eno leto odšel v Nemčijo, kjer je študiral filozofijo. Ko se je vrnil v Ameriko, je odšel na Univerzo Johna Hopkinsa, kjer je doktoriral.
Med leti 1878 in 1882 je na Univerzi Berkeley učil literaturo in kompozicijo. Na univerzi je spoznal Josepha LeConta, profesorja geologije in naravne zgodovine, ki je bil pomemben govorec o kompatibilnosti med evolucijo in religijo. Royce je kasneje opisal LeContejev vpliv na svoj razvoj kot »čudo, ki je v njem vzpodbudilo začetek filozofije«. V tem času je objavil tudi številna filozofska dela. Leta 1880 se je poročil s Katherine Head. Z njo je imel tri otroke (Christopher, Edward in Stephan). V Kaliforniji se je počutil izoliranega, zato se je preselil na vzhodno obalo in začel delati na Harvardu.
Tam se je zanimal za različna področja. Leta 1885 je objavil svoje najvidnejše delo Religiozni vidiki filozofije, v katerem opiše svojo idejo Absoluta. Na Harvardu je delal trideset let. Med njegovi učenci so bili: T. S. Eliot, George Santayana, W. E. B. Dubois, Norbert Wiener in C. I. Lewis. V letih 1899 in 1900 je Royce imel v Aberdeenu na Škotskem predavanja Gifford Lectures, ki so bila podlaga za njegovo delo: Svet in posameznik. V tem delu obravnava metafiziko. To je bil tudi vrhunec njegove kariere. Leta 1902 je bil izvoljen za predsednika Ameriškega združenja psihologov. Leta 1903 pa Ameriškega združenja filozofov. Odzivi na njegovo delo Svet in posameznik so bili različni. Kritike dela so Royca spodbudili, da je ponovno premislil svoje argumente.
Leta 1908 je izdal svoje delo Filozofija lojalnosti, v katerem se je ukvarjal z etiko. Z njo se je ukvarjal do svoje smrti in objavil tudi več drugih del s to tematiko.
Leta 1912 ga je zadela kap. Med svojim okrevanjem je začel preučevati religijo, predvsem krščanstvo. Pomembnejše delo iz tega obdobja je Problemi krščanstva.
Josiah Royce je umrl 14. septembra 1916.

## Zgodovinopisje
Josiah izstopa med ameriškimi filozofi, saj je bil edini, ki je velik del svojega življenja preučeval zgodovino. Napisal je nekaj člankov o zgodovini Kalifornije
Leta 1891 je prenehal delovati kot zgodovinopisec.

## Filozofija
Josiah Royce se je s filozofijo začel ukvarjati, ko je delal na Univerzi Berkley. Uveljavil pa se je po letu 1882. Njegovo temeljno delo je Religiozni vidiki filozofije.
Kot filozof se je ukvarjal z različnimi tematikami.
Iznašel je nov dokaz za obstoj Boga, ki je temeljil na resničnosti napake. Kar pomeni: »Za vse napake sodimo, da so napačne v primerjavi z neko splošno resnico, torej se moramo imeti za nezmotljive ali pa sprejeti, da so tudi naše napake dokaz za svet resnice.«
Ukvarjal se je tudi z Absolutom, ki ga je poskušal dokazati s pomočjo univerzalnosti ter personalizma.

### Absolutizem
Absolut, ki ga je zagovarjal Royce, je bil precej drugačen od idej njegovih predhodnikov.
Bistvena razlika je v karakterju absoluta.

### Koncept boga ter bitkavelikanov
Royce je objavil še en dokaz za obstoj Boga, ki je temeljil na ignoranci. Tega je zagovarjal na srečanju, na katerem so bili tudi George Holmes Howison, Joseph LeConte in Sidney Mazis, ki so vsi nasprotovali njegovemu dokazu. To srečanje je The New York Times poimenoval za bitko velikanov. Srečanju je sledilo več esejev Royca, saj ga je Howison obtožil impersonalizma, s čimer se Royce ni strinjal, zato se je s temi dopolnilnimi eseji branil pred obtožbami.

### Četrti koncept biti
Royce je seriji Gifford Lectures obravnaval tri zgodovinske razlage biti, realistično, mistično in kritično-racionalistično.
Razpravljal pa je tudi o 'četrtem konceptu biti', ki vse poveže celoto in posameznika.

### Filozofija lojalnosti
Royce se je ukvarjal tudi s filozofijo zvestobe in lojalnosti. Leta 1908 je objavil knjigo, v kateri je opisal svoja predavanja z univerz Yale, Harvard ter Univerze v Illinoisu.
Misel o lojalnosti je povezal z idejo skupnosti. Univerzalna ideja lojalnosti je po njegovem povezana s t. i. 'pristnimi skupnostmi'.
V svojem razmišljanju pa je postavil tudi razliko med t. i. 'resnično lojalnostjo' ter 'plenilsko lojalnostjo'. Rekel je, da so vsa dejanja v zgodovini, tudi slaba, bila storjena lojalno do neke skupine. Vendar so se nekatere stvari zgodile zaradi eksluzivne lojalnosti do neke skupine, in ta dejanja so povzročila uničenje dejanj drugih, zato so takšna dejanja, ne glede na to, da so lojalna, slaba.

## Logika
Royce se je tudi ukvarjal logiko in filozofijo matematike. Nanj sta vplivala Charles S. Peirce in Alfred Kempe.
Študentje, ki so se izmenično naučili logike pri Roycu so bili: 
- Clarence Irving, pionir modalne logike;
- Edvard Varmilye Huntington, prvi, ki je aksomatiziral Boolovo logiko;
- Henry M. Sheffer.

Veliko Roycovih del na temo logike in matematike je kritičnih do Principie Mathematica, ki sta jo napisala Bertrand Russel in Alfred North Whitehead. Njegova dela lahko razumemo kot alternativo njunemu pristopu.

## Zapuščina
- Royceova šola, ki se je kasneje združila s šolo za dekleta Anne Head in postala šola Head-Royce, Oakland, Kalifornija.

- Royceova dvorana, ki je bila ena prvih štirih poslopij na univerzi v Kaliforniji. 

- Royceova veja knjižnice v Grass-Valleyu. 

- Royceova hiša, študentski dom, ena od spominskih študentskih rezidenc v kampusu Homewood univerze Johna Hopkins v Baltimorju v Marylandu.

## Dela
V slovenščino ni prevedenih nobenih del Josiaha Royca. Prevedena sta le dva članka, katerih del je napisal Royce. To sta Telo in deli ter Predgovor v reviji Poligrafi.
Njegova pomembnejša dela v angleščini pa so:
- 1885. The Religious Aspect of Philosophy
- 1886. California: A Study of American Character : From the Conquest in 1846 to the Second Vigilance Committee in San Francisco Berkeley
- 1892. The Spirit of Modern Philosophy
- 1897. The Conception of God, a philosophical discussion concerning the Nature of the Divine Idea as a Demonstrable Reality
- 1898. Studies of Good and Evil: a series of Essays upon Problems of Philosophy and of Life
- 1899. The World and the Individual First Series, The Four Historical Conceptions of Being
- 1900. The Conception of Immortality
- 1901. The World and the Individual Second Series, Nature, Man, and the Moral Order
- 1903. Outlines of Psychology: an elementary treatise, with some practical applications
- 1904. Herbert Spencer: An Estimate and a Review
- 1908. The Philosophy of Loyalty
- 1909. What is Vital in Christianity?
- 1912. The Sources of Religious Insight
- 1912. William James, and Other Essays on the Philosophy of Life
- 1913. The Problem of Christianity
- 1914. War and Insurance Macmillan
- 1916. The Hope of the Great Community Macmillan
- 1919. Lectures on Modern Idealism
- 1920. Fugitive Essays
- 1951. Royce's Logical Essays: Collected Logical Essays of Josiah Royce Robinson
- 1961. Principles of Logic